# Toshiba RD-A1
RD-A1は、東芝のHD DVD付きのハードディスク・レコーダー。
2006年7月14日に発売された。
同社ではHD DVD付きのハードディスク・レコーダーは世界初としている。